# Amorium
Amorium – dawne miasto frygijskie w Azji Mniejszej założone w epoce hellenistycznej. Rozkwit przeżywało w czasie Cesarstwa Bizantyńskiego. W 838 zostało złupione przez Arabów. Jego ruiny znajdują się w pobliżu tureckiej wsi Hisarköy.
Gdy Arabowie zdobyli miasto w 838 roku, wzięli do niewoli 42 dostojników i wojskowych. Jeńcy przez 7 lat opierali się żądaniu konwersji na islam. Postawieni przez wyborem: islam albo śmierć, wszyscy jednomyślnie wybrali śmierć i zostali w następstwie straceni 6 marca 845 roku. To wydarzenie przeszło do historii Greckiego Kościoła Prawosławnego jako „42 męczenników z Amorium”.